# Petteria ramentacea
Petteria ramentacea är en ärtväxtart som först beskrevs av Franz e Wilhelm Sieber, och fick sitt nu gällande namn av Karel Presl. Petteria ramentacea ingår i släktet Petteria och familjen ärtväxter. Inga underarter finns listade i Catalogue of Life.

## Bildgalleri

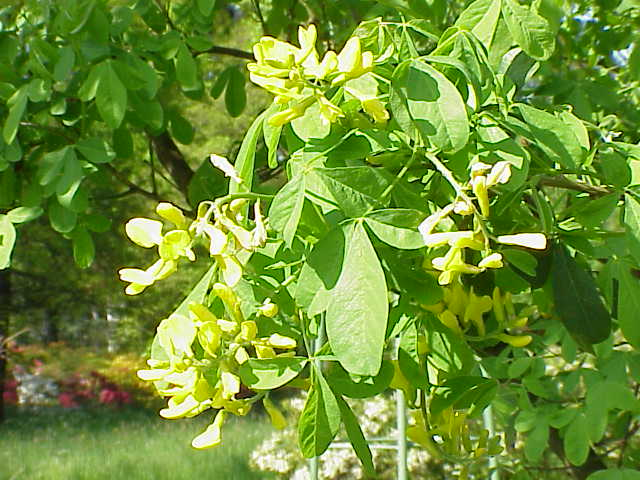
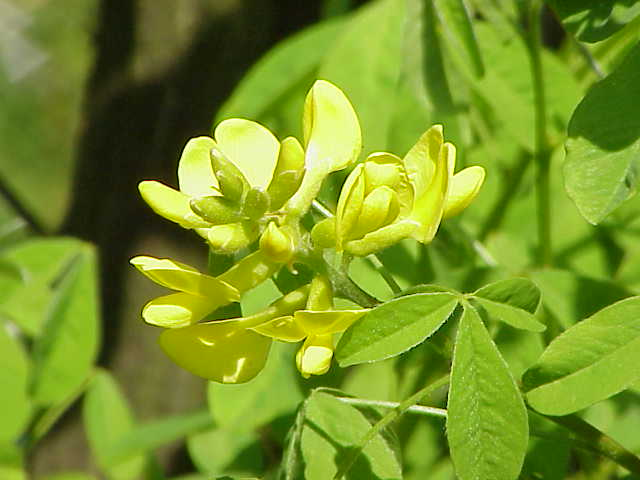
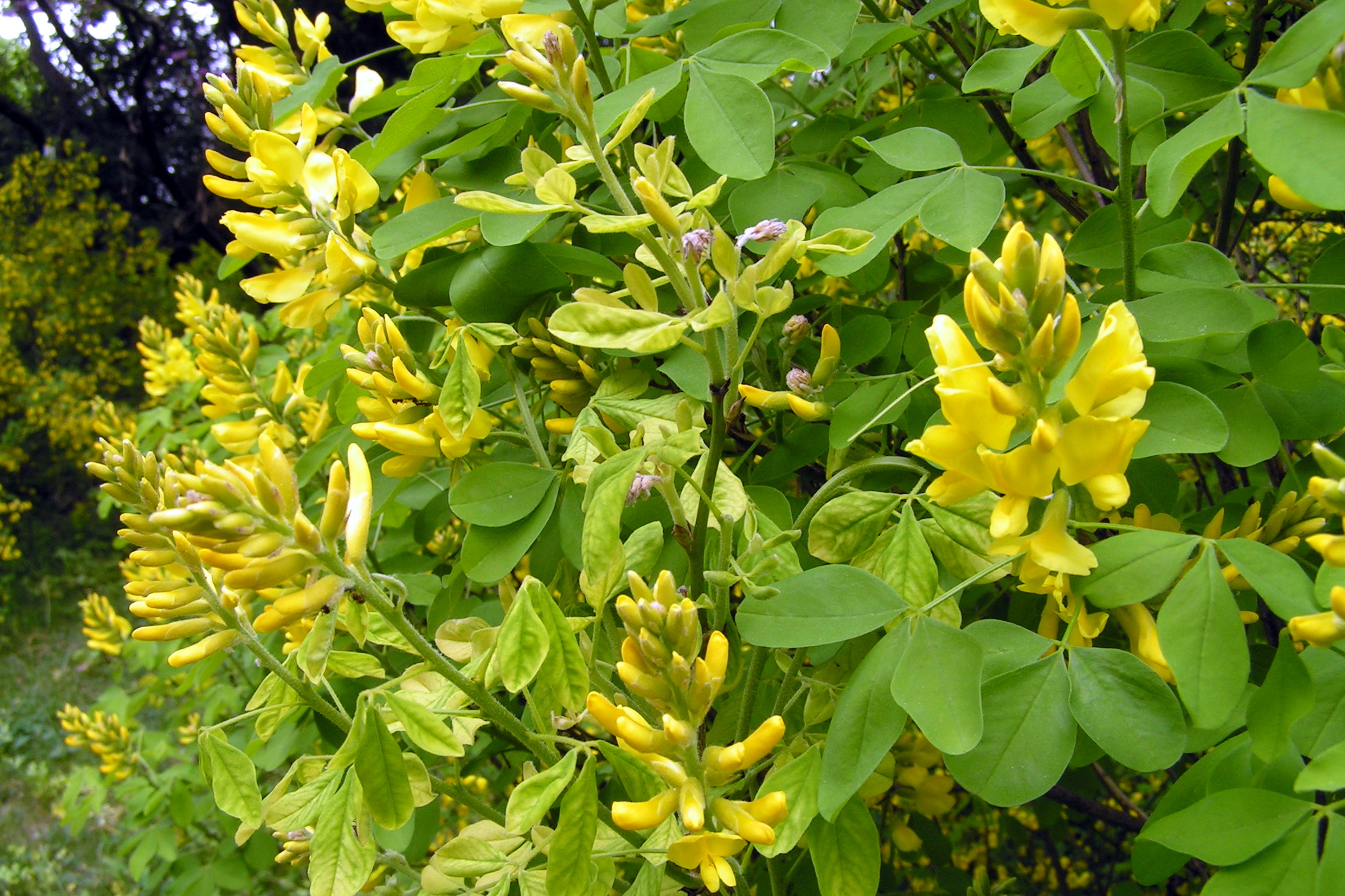
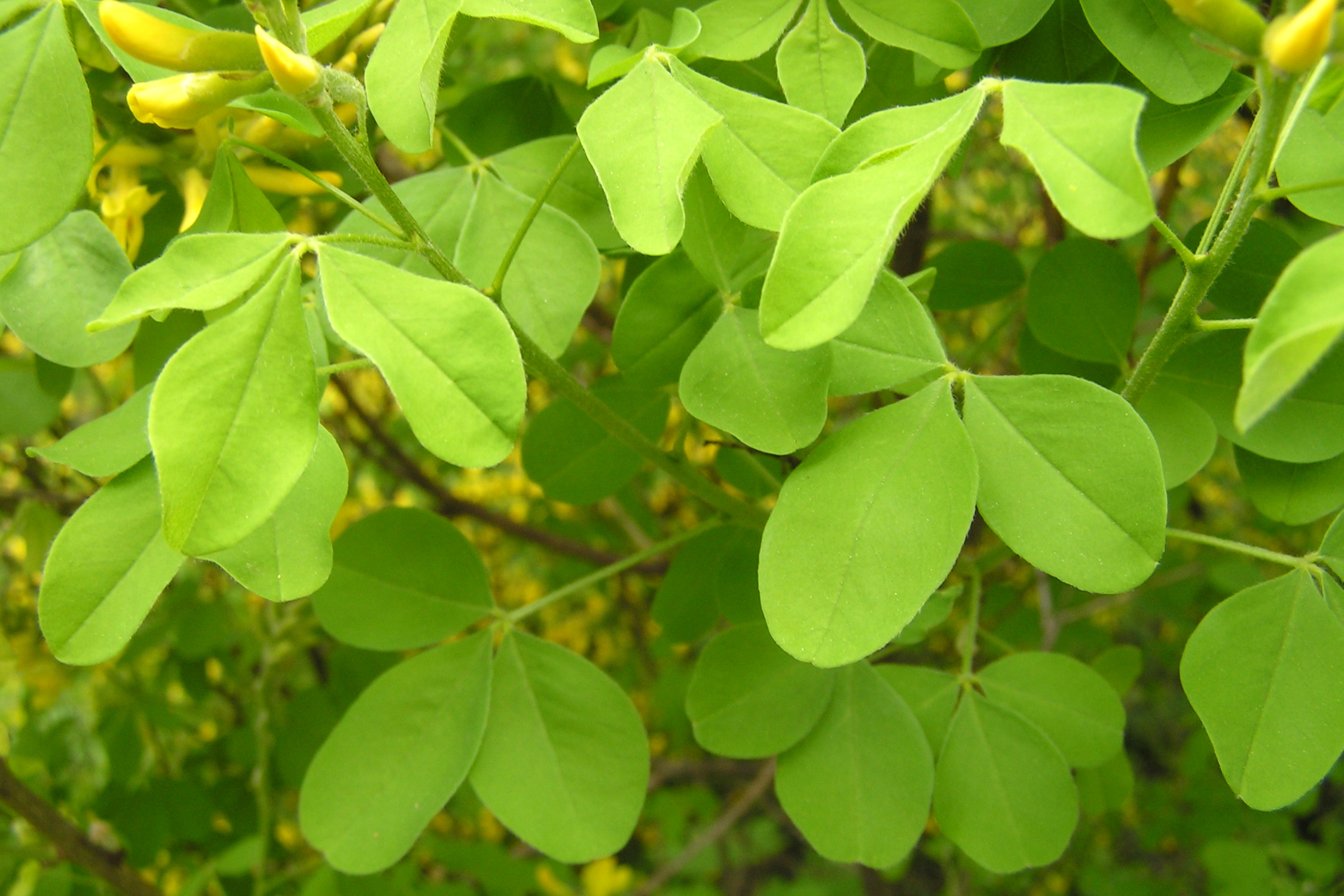
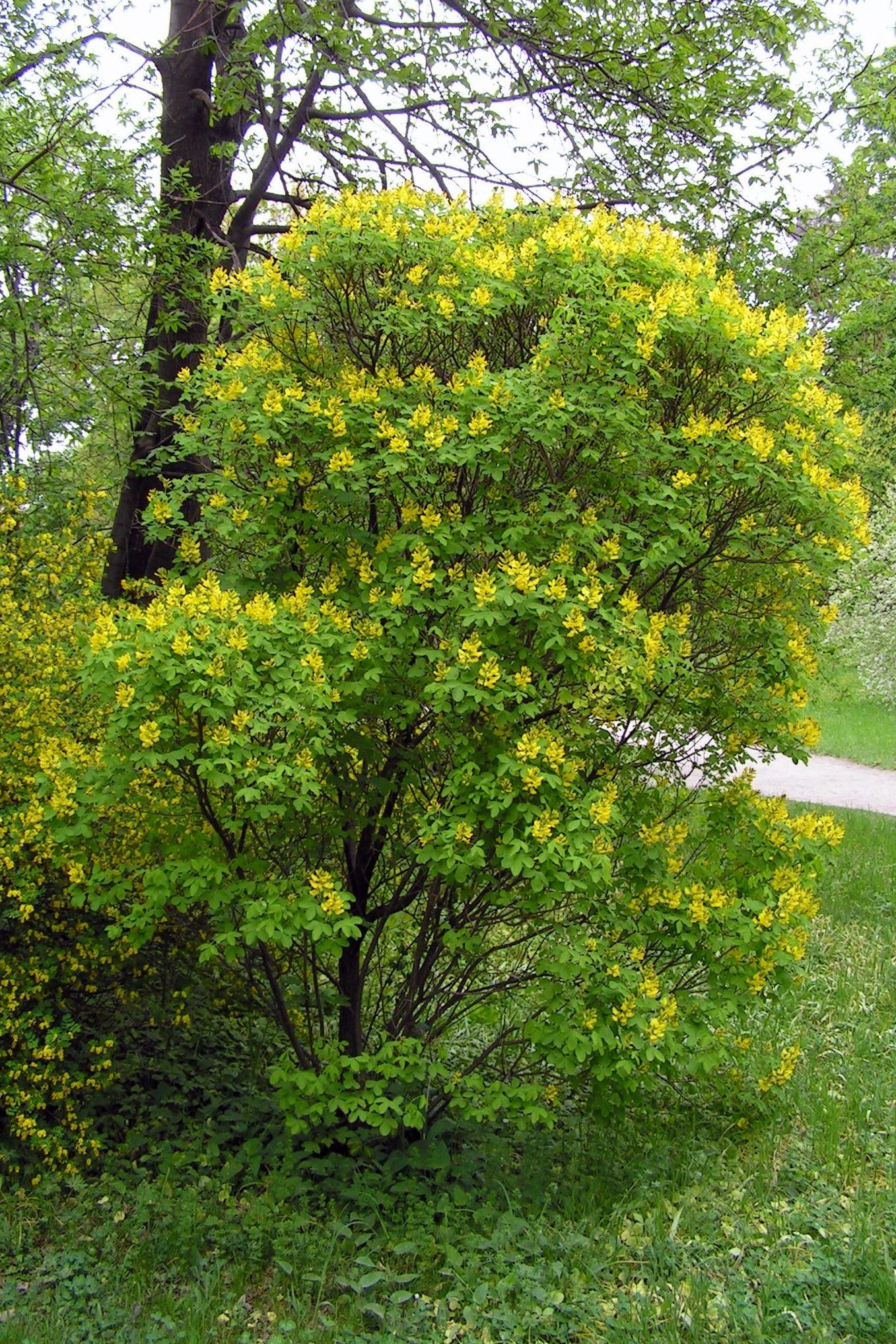
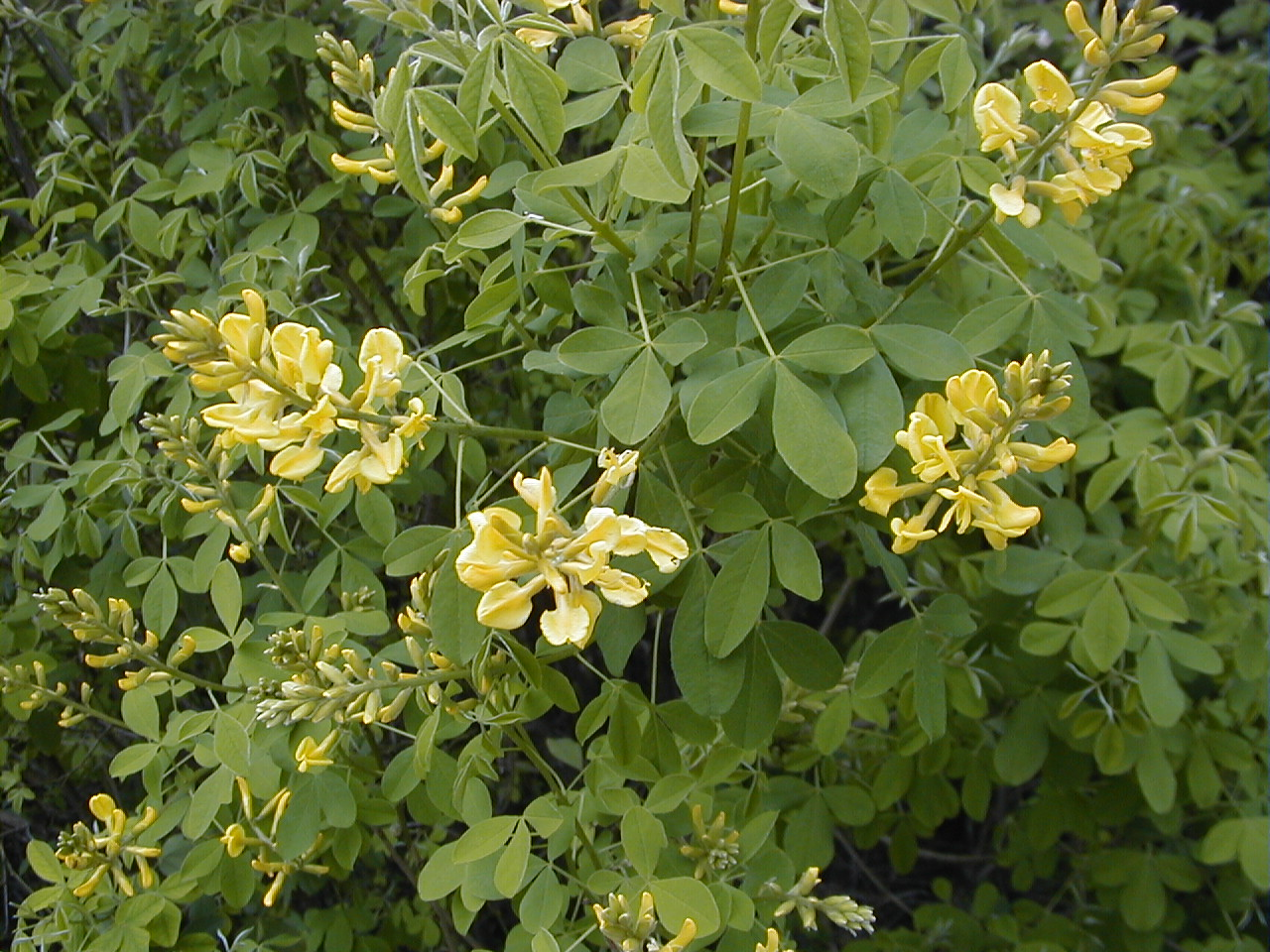